# Tvarka ir teisingumas
Tvarka ir teisingumas (afkorting: TT, Nederlands: Orde en recht) is een Litouwse politieke partij, opgericht op 9 maart 2002 als de Liberalų Demokratų Partija (LDP) (Nederlands: Liberaal Democratische Partij).
Tvarka ir teisingumas wordt gezien als een rechtse nationaal-liberale partij die ideologisch geplaatst kan worden als verdediger van nationaal-conservatisme, liberaal conservatisme en euroscepsisme, hoewel de partij zelf zich als "links van het centrum" definieert. De partij is inmiddels ter ziele.
Bij de oprichting van de partij in 2002 kon onmiddellijk een sterk resultaat neergezet worden met de verkiezing van partijleider Rolandas Paksas in de tweede ronde van de presidentsverkiezingen op 5 januari 2003 als president van de republiek Litouwen. Hij zou deze positie bekleden van 26 februari 2003 tot 6 april 2004, toen hij werd afgezet wegens ongeoorloofde partijfinanciering bij de presidentsverkiezingen, lekken van staatsgeheimen naar de Russische geheime dienst en immobiliënfraude. 
De partij herorganiseerde zich en ging bij de parlementsverkiezingen van 2004 naar de kiezer met als slogan "Tvarka ir teisingumas" (voor orde en recht). De partij werd de vierde grootste partij van de Seimas en plaatste zichzelf als derde bij daaropvolgende Europese en presidentsverkiezingen.
Op 13 mei 2006 werd op een partijcongres besloten de eerdere verkiezingsslogan Tvarka ir teisingumas als partijnaam te gebruiken.
De Europees Parlementsleden maakten in de periode 2004-2009 deel uit van de fractie Unie voor een Europa van Nationale Staten, in de periode 2009-2014 van de fractie Europa van Vrijheid en Democratie en in de periode 2014-2019 van de fractie Europa van Vrijheid en Directe Democratie. Na de verkiezingen van 2019 keerde de partij niet meer terug in het Europese Parlement.
Paksas was vanaf de oprichting tot in 2016 partijleider. Enkel gedurende de periode van zijn presidentschap (van 2003 tot 2004) liet hij zich vervangen door Valentinas Mazuronis. Paksas deelt met zijn collega-partijlid en Europees Parlementslid Juozas Imbrasas het feit dat zij beiden ooit burgemeester van Vilnius waren.
In de jaren 2012-2016 maakte Orde en Recht deel uit van de regering-Butkevičius. Na de verkiezingen van 2016 kwam de partij aanvankelijk niet meer in de regering terug. In juli 2019 traden Orde en Recht en de Electorale Actie van Polen in Litouwen, die al gedoogsteun gaven aan de regering-Skvernelis, tot het kabinet toe. Orde en Recht viel echter uit elkaar wegens onderlinge ruzies en werd al in oktober 2019 uit de coalitie gezet. Bij de verkiezingen van 2020 deed de partij niet meer mee. Een deel van de leden stapte over naar de nieuwe partij Vrijheid en Recht. Die haalde in 2020 één zetel. Remigijus Žemaitaitis, die deze zetel bezet, is afkomstig uit Orde en Recht.